# Волосков, Владимир Васильевич
Владимир Васильевич Волосков (24 сентября 1927, Омутнинск, Вятская губерния — 16 мая 1973, Верхняя Пышма, Свердловская область) — советский прозаик.

## Биография
Родился 24 сентября 1927 года в семье военнослужащих в городе Омутнинск Вятской губернии.
В детстве переехал с родителями в г. Свердловск, где учился в школе № 13. Там же, в Свердловске, поступил в школу военных летчиков (3-я школа морских летчиков). Но в школе не доучился, так как она была расформирована в связи с окончанием войны. Доучивался в контрольной школе авиации ВВС. Далее была служба в армии. Служил командиром отделения радиопеленгаторов. Там же, в армии, пробует начинать писать.
Демобилизовавшись в 1950 году, собирается поступать на факультет журналистики Уральского государственного университета в Свердловске, но неожиданно меняет решение и поступает на работу в геологическую партию. Сначала в составе геологов уезжает в Северный Казахстан. Начинает работу учеником коллектора, затем наблюдателем-гидрометристом, старшим коллектором, прорабом опытных работ в Восточно-Тургайской, Новопристанской гидрогеологических экспедициях. В 1953 году назначен начальником Тюменской, затем Пермской и Курганской гидрогеологических партий. О карьере журналиста Владимир уже не думает, посвятив всего себя профессии геолога. К 28 годам Владимир Волосков уже опытный и грамотный специалист — начальник гидрогеологической партии. Однако в 1955 году случилась трагедия. Возвращаясь после объезда буровых участков в Курганской области, решил искупаться в реке Исеть, нырнул с моста в реку, но глубина реки оказалась недостаточной. В итоге — травма шейного позвонка. После операции врачи предупредили, что если Владимир и выживет, то на всю жизнь останется недвижим. Тем не менее после трагедии он начинает новую жизнь — творческую жизнь писателя. С этого времени живет в Верхней Пышме.
В 1961 году в журнале «Уральский следопыт» был опубликован первый рассказ писателя «Во имя жизни». В этом же годы вышли первые книги Волоскова: рассказ «Мишка Кайнозой» в Свердловске и повесть «Сыч» в Перми. Далее: 1962 год — в Перми издан рассказ «Эгоистка», 1963 год — повесть «На перепутье» (г. Пермь), сборник рассказов «Черемушка» (г. Свердловск), 1964 — год повесть «Операция продолжается» (г. Пермь), 1965 год — сборник рассказов «Беглец» (г. Свердловск), роман «Человек хочет счастья» (г. Пермь). В 1966 году в жизни Владимира Волоскова происходит знаменательное событие — он стал членом Союза писателей СССР. Тогда же в г. Свердловске вышла книга рассказов «Копеечное дело». А в следующем 1967 году выходят три книги Владимира Волоскова о войне: «Потерянный „зоопарк“» — в библиотечке журнала «Советский воин» (в последующем эта повесть будет называться «Трое суток невидимой войны»), «Синий перевал» — в Пермском издательстве и «Где-то на Северном Донце» — в Воениздате. Там же, в «Воениздате», была переиздана его первая приключенческая повесть «Операция продолжается». Эта повесть была переведена на чешский, венгерский и словацкий языки. В 1973 году Владимир Васильевич работает над повестью «Егорихино завещание». В этом же году «Воениздат» готовит к выпуску его однотомник военных повестей.
Скончался 16 мая 1973 года, похоронен на Александровском кладбище города Верхняя Пышма.

### Семья
Жена Вера Александровна (1931—2017), похоронена рядом с мужем. Сын 1952 г.р. и дочь 1955 г.р.

### Сохранение памяти
В 1977 году исполком Верхнепышминского городского Совета депутатов трудящихся принял решение об установлении на доме № 7 по улице Октябрьской мемориальной доски, на которой высечены слова «Здесь жил и работал Владимир Васильевич Волосков (1927—1973 гг.)».
В апреле 2003 года постановлением главы муниципального образования Верхняя Пышма Центральной городской библиотеке было присвоено имя писателя Владимира Васильевича Волоскова. С 2003 года в данной библиотеке проходят ежегодные краеведческие Волосковские чтения.

## Сочинения
- Дело о краже [Текст]. — Пермь : Кн. изд-во, 1966. — 111 с.; 14 см. — (Рассказы о советских людях; 3).
- Сыч [Текст] : [Повесть]. — Пермь : Кн. изд-во, 1961. — 95 с.; 20 см. — (Рассказы о советских людях).
- Черемушка [Текст] : Рассказы. — Свердловск : Кн. изд-во, 1963. — 122 с. : ил.; 17 см.
- Синий перевал [Текст]; [Трое суток невидимой войны] : Повести / [Ил.: О. П. Шамро]. — М.: Воениздат, 1971. — 222 с. : ил.; 21 см.
- Беглец [Текст] : Рассказы. — Свердловск : Сред.-Урал. кн. изд-во, 1965. — 111 с.; 16 см.
- Копеечное дело [Текст] : Рассказы / [Ил.: Н. Моос]. — Свердловск : Сред.-Урал. кн. изд-во, 1967. — 128 с. : ил.; 16 см.
- На перепутье [Текст] : [Повесть] / [Ил.: Ю. Лихачев]. — [Пермь] : [Кн. изд-во], [1963]. — 60 с. : ил.; 17 см. — (Б-ка путешествий и приключений; Вып. 12).
- Операция продолжается [Текст] : [Повесть] / [Ил.: Ю. Лихачев]. — [Пермь] : [Кн. изд-во], [1964]. — 182 с. : ил.; 17 см. — (Б-ка путешествий и приключений; Вып. 21).
- Синий перевал [Текст] : [Повесть] / [Ил.: В. Аверкиев]. — Пермь : Кн. изд-во, 1968. — 152 с. : ил.; 17 см. — (Б-ка путешествий и приключений; Вып. 34).
- Потерянный «зоопарк» [Текст] : [Повесть] / [Ил.: Ю. Ребров]. — [Москва] : [Воениздат], [1968]. — 47 с. : ил.; 17 см. — (Б-чка журнала «Советский воин»/ Глав. полит. упр. Советской Армии и Воен.-Мор. Флота; №-18 (589)).
- Из боя в бой [Текст] : Повести и рассказы / Владимир Волосков; [Вступ. статья Э. Бояршинова; Худож. Латинский И. Я.]. — Свердловск : Сред.-Урал. кн. изд-во, 1977. — 350 с. : ил.; 21 см.
- Где-то на Северном Донце [Текст] : Повести / [Ил.: Н. Н. Захаржевский]. — М.: Воениздат, 1974. — 390 с. : ил.; 21 см.
- Человек хочет счастья [Текст] : Роман / [Ил.: В. Н. Аверкиев]. — Пермь : Кн. изд-во, 1965. — 349 с.; 1 л. ил.; 21 см.